# Gastrosaccus yuyu
Gastrosaccus yuyu is een aasgarnalensoort uit de familie van de Mysidae. De wetenschappelijke naam van de soort is voor het eerst geldig gepubliceerd in 2012 door Bamber & Morton.